# Aist (Fluss)
Die Aist ist ein Bach- und Flusssystem im östlichen Mühlviertel in Oberösterreich, welches ein Gebiet von 636 km² entwässert.

## Lage, Landschaft und Lauf

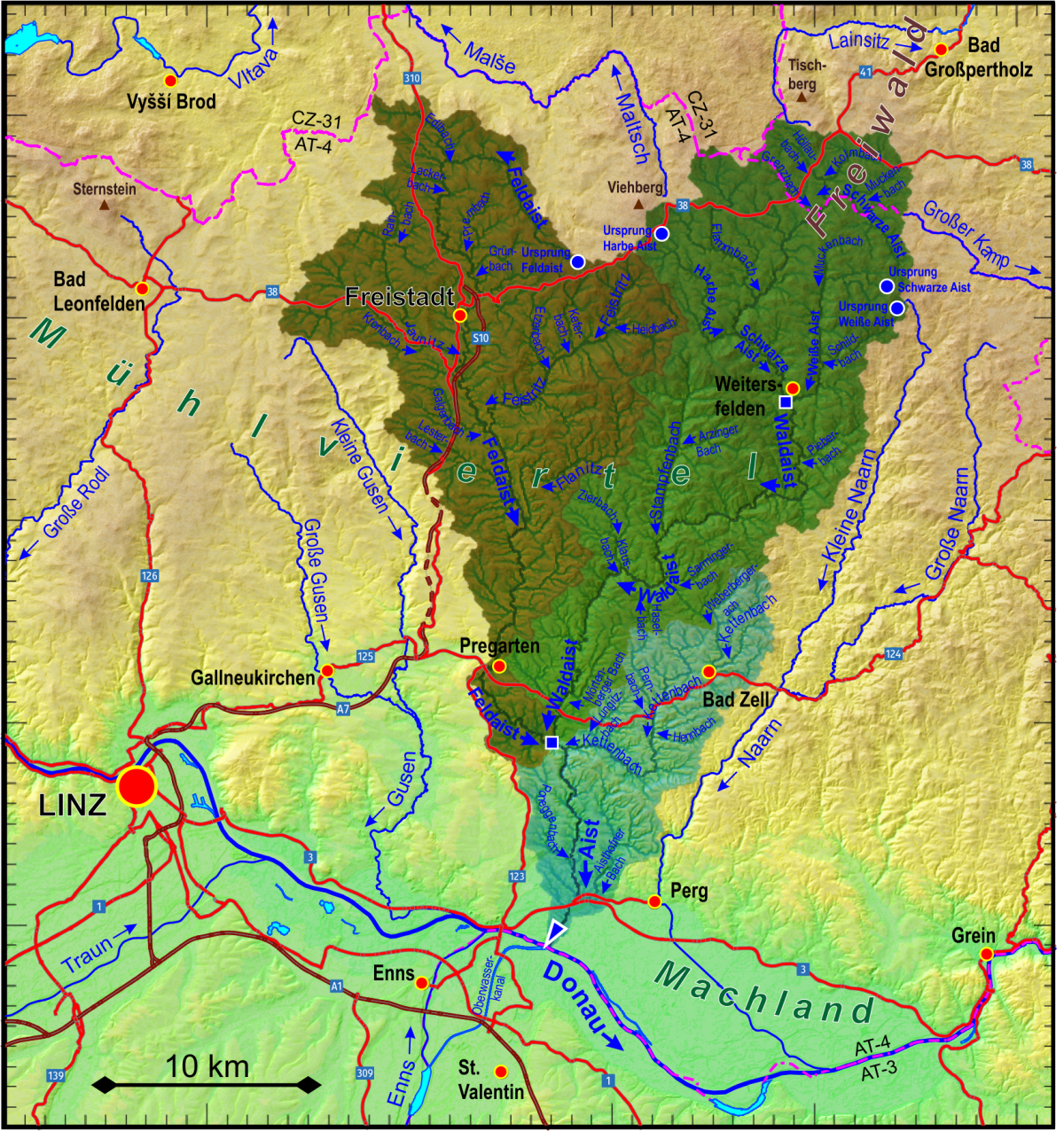
Einzugsgebiet der Aist mit den Teileinzugsgebieten der Feldaist und Waldaist

In Hohensteg (südlich von Pregarten) vereinigen sich die Feld- und Waldaist zur Aist. Die Aist hat bis zur Mündung in die Donau in der Nähe von Schwertberg eine Länge von 14 Kilometern. Zusammen mit der Waldaist kommt sie auf eine Länge von rund 72 km.
Auf ihrer Strecke fließt die Aist durch das geschützte Natura-2000-Gebiet Waldaist-Naarn (Fauna-Flora-Habitat-Gebiet).

## Etymologie
Die Bezeichnung „Aist“ ist eine Kontraktionsform des althochdeutschen Flussnamens „Agasta“, wie er etwa in der Wilhelminischen Schenkungsurkunde aus dem Jahr 852 aufscheint. Die Vorsilbe „ag-“ bedeutet indogermanisch „treiben“, „in Bewegung setzen“. Mit dem Gewässernamensuffix „sta“ ergibt sich als Bedeutung „die rasch Fließende“, was dem starken Gefälle entspricht. Aus dem Jahr 983 ist die Form „Agesta“ überliefert.

## Geschichte
Ab Mitte des 9. Jahrhunderts bildete die Aist die westliche Grenze des sogenannten Regensburger Luß, nachdem der Traungauer Grenzgraf Wilhelm dem bayerischen Kloster Sankt Emmeram das Gebiet zwischen den Flüssen Aist und Naarn geschenkt hatte. Der Regensburger Luß war einer der acht Rodungsstreifen, die für die Besiedlung des Mühlviertels von Bedeutung waren.
Durch das Jahrhunderthochwasser im August 2002 wurde das gesamte Aisttal verwüstet.

## Verschiedenes
- In Wien-Floridsdorf wurde 1953 die Aistgasse nach dem Fluss benannt.

## Orte an der Aist
- Schwertberg